# 御国野町深志野
御国野町深志野（みくにのちょうふかしの）は、兵庫県姫路市の大字。郵便番号は671-0231。

## 地理
姫路市街地東部、御国野地区の北東部に位置する。地内全体のほとんどが平地だが、北端および南東は山となっている。北で飾東町北山・飾東町志吹、東で飾東町唐端新・飾東町夕陽ケ丘、南で別所町佐土新・別所町家具町・別所町佐土・御国野町御着、南西で御国野町国分寺、西で花田町加納原田、北西で花田町上原田と接する。西に天川が南流している。

## 歴史
- 1889年（明治22年）4月1日 - 町村制施行より、飾東郡深志野村が他2村と合併して御国野村が成立。旧深志野村域は大字深志野となる。
- 1896年（明治29年）4月1日 - 飾東郡と飾西郡の合併により、大字深志野は飾磨郡に属する。
- 1957年（昭和32年）10月1日 - 御国野村が姫路市に編入され、大字深志野は御国野町深志野となる。

## 世帯数と人口
2021年（令和3年）12月31日現在の世帯数と人口は以下の通りである。
| 丁目           | 世帯数    | 人口    |
| -------------- | --------- | ------- |
| 御国野町深志野 | 1,085世帯 | 2,472人 |

## 小・中学校の学区
市立小・中学校に通う場合、学区は以下の通りとなる。
| 番地 | 小学校               | 中学校           |
| ---- | -------------------- | ---------------- |
| 全域 | 姫路市立御国野小学校 | 姫路市立東中学校 |

## 交通

### 道路
- 播但連絡道路
- 兵庫県道396号豊富御国野線
- 兵庫県道397号花田御着停車場線

## 施設
- 明源寺
- 真福寺（廃寺）
- 五社宮神社
- 大歳神社
- 妙見神社（西の宮）住吉神社